# Córdoba (Španjolska)
Córdoba [izgovor: k'ôrdoba] je glavni grad istoimene pokrajine u Andaluziji na rijeci Guadalquiviru, južna Španjolska.
U gradu je razvijena tekstilna i metaloprerađivačka industrija, strojogradnja, te izrada ukrasnih predmeta u zlatu i srebru.
Od 1984. godine, stari dio grada upisan je na UNESCO-ov popis mjesta svjetske baštine u Europi.

## Povijest
Grad su osnovali Kartažani u 2. stoljeću pr. Kr. Rimljani su ga osvojili 152. pr. Kr. i nazvali Corduba. Tijekom velike seobe naroda u njemu privremeno žive Vandali početkom 6. stoljeća, a od 544. – 571. dio je Bizantskog Carstva. Godine 572. osvajaju ga Vizigoti, te grad postupno gubi na važnosti sve do 711. godine kada ga osvajaju Arapi. Oni ga čine sjedištem Córdobskog kalifata (756. – 1035.) i jednim od najvažnijih i najbogatijih središta islamske kulture i umjetnosti toga doba.
Oko 1000. godine Córdoba je bio jedan od najvećih gradova na svijetu s oko pola milijuna stanovnika. U gradu su, pored većinskog muslimanskog stanovništva, živjeli i kršćani i židovi. Nakon propasti kalifata (1031.) osnovana je neovisna republika (taifa) Córdoba koju je 1069. godine osvojio Abad III., vladar Seville. Od 1091. godine pripada Almoravidima koje su u 12. stoljeću zamijenili Almohadi.
Dolaskom pod vlast Kastilije 1236. godine grad nazaduje u odnosu na Toledo i Madrid. Grad je dokrajčila kuga oko 1600. godine, te se broj stanovnika početkom 18. stoljeća sveo na tek oko 20.000.
Od 1808. – 1813. bio je pod francuskom vlašću, a tijekom Španjolskog građanskog rata od 1936. godine uporište je pristaša generala Franca.
Danas je veliko središte istoimene pokrajine i veliko turističko odredište.

## Znamenitosti
Grad je čuveno turističko središte. Córdoba je do danas sačuvala karakterističnu maursku urbanu arhitekturu (na desnoj obali Guadalquivira) s brojnim građevinama sačuvanim iz doba arapske vlasti. Velika Abd-al-Rahmanova džamija (Abdurahmanova džamija), građena od 785. g. do 10. st. (od 16. st. katedrala La Mezquita), jedan je od najveličanstvenijih spomenika islamske umjetnosti. Arkade na 869 stupova dijele unutrašnjost u 19 udužnih i 33 poprečna broda. Od 1984. na UNESCO-ovom popisu mjesta svjetske baštine.
Pored katedrale ističe se više drugih crkvi, ostaci maurske palače Alcázar, negdašnje kalifske rezidencije i poslije središta inkvizicije, maurski most sa 16 lukova preko Guadalquivira koji je čuvala obližnja utvrda Calahorra.
Od 1972. u Córdobi se nalazi i Sveučilište, ali i više škole, te muzeji (Arheološki muzej).
- Rimski mauzolej
- Unutrašnjost Velike džamije u Córdobi
- Kalifski kotač koji je oprskibljivao vodom dvorac Alcazar
- Utvrda Calahorra
- Plaza del Potro

## Klima
Córdoba ima Mediteransku klimu s blagim utjecajima klime Atlantske obale. Zime su blage s mjestimičnim mrazevima.

## Slavni ljudi iz Córdobe i okolice
Córdoba je rodno mjesto slavnih filozofa: u vrijeme starog Rima stoici Seneka Stariji, Seneka mlađi u 1. stoljeće pr. Kr., a u islamsko vrijeme filozof Averroes, te jedan od najutjecajnijih znanstvenika Imam Abu 'Abdullah Al-Qurtubi i židovski znanstvenik Majmonid u 12. st. Neki zanstvenici za ovaj grad vežu i renesansnog filozofa Abrahama Herreru. Córdoba je također rodno mjesto rimskog pjesnika Lukana, srednjovjekovnog španjolskog pjesnika Juana de Mena, i renesansnog Luisa de Góngora, koji je cijeli život proveo u Córdobi gdje je napisao skoro sva svoja djela. U skorije vrijeme tu su rođeni mnogi flamenko umjetnici kao: Paco Peña, Vicente Amigo, i Joaquín Cortés, ali i slikar Julio Romero de Torres.

## Zbratimljeni gradovi
| - A Coruña, Španjolska (od 1976.) - Adana, Turska - Betlehem, Palestina - Bourg-en-Bresse, Francuska - Buhara, Uzbekistan - Córdoba, Argentina (od 1969.) - Córdoba, Meksiko (od 1980.) - Damask, Sirija (od 2001.) - Darnah, Libija | - Fes, Maroko (od 1982.) - Havana, Kuba (od 2000.) - Kairouan, Tunis - Manchester, Engleska - Nürnberg, Njemačka (od 2010.) - Lahore, Pakistan - León, Španjolska (od 2010.) - Smara, Zapadna Sahara (od 1987.) |